# Hahndorf (Goslar)
Hahndorf ist ein Ortsteil von Goslar im Landkreis Goslar in Niedersachsen.

## Geographie

### Geographische Lage
Hahndorf liegt etwa 6 Kilometer nördlich vom Goslarer Stadtkern an den südlichen Ausläufern des Salzgitter-Höhenzuges im nördlichen Harzvorland. Zu Hahndorf gehören auch die östlich gelegene Kleinsthofsiedlung, das Gewerbegebiet Grauhof im Süden sowie das Klostergut Grauhof im Südosten.
Am westlichen Ortsrand von Hahndorf entspringt der Jerstedter Bach; nördlich des Dorfes verläuft der Süllbach. In Grauhof entspringt einer der beiden Quellbäche des Weddebachs, der in der Nähe des Guts Grauhof nacheinander den Waldteich, Pfahlteich und Mühlenteich durchfließt.
Höchste Erhebungen sind Försterberg (279,2 m), Fischerköpfe (309,1 m) und Vier Berge (322,9 m) im Norden bzw. Nordosten des Dorfes.

### Nachbarorte
| Dörnten              | Döhren                                      | Weddingen Beuchte    |
| Jerstedt Langelsheim | Kompassrose, die auf Nachbargemeinden zeigt | Immenrode Vienenburg |
| Astfeld              | Goslar                                      | Oker Harlingerode    |

Nachbarorte sind Groß Döhren/Klein Döhren im Norden, Immenrode im Osten, die Stadt Goslar (mit Ortsteilen) im Süden, Jerstedt im Westen und Dörnten im Nordwesten.

## Geschichte
Im Jahr 1129 wurde der Ort Hahndorf als hanenthorp erstmals urkundlich erwähnt. Die erste Kirche wurde am 5. November 1133 vom Bischof Bernhard I. von Hildesheim geweiht.
Im Jahr 1523 wurde Hahndorf braunschweigisch. 1570 wurde die Reformation eingeführt. Ende 1625 fielen die Truppen Wallensteins im nördlichen Harzvorland ein, wobei es zu einem Kirchenbrechen in Hahndorf kam. 1643 wurde Hahndorf wieder hildesheimisch. Im Jahr 1664 zählte Hahndorf in der Kopfsteuerbeschreibung des Hochstifts Hildesheim 81 Einwohner. Nach dem Ende der Zugehörigkeit Hahndorfs zum Hochstift Hildesheim 1802 wurde ein Jahr später das Abhängigkeitsverhältnis der Hahndorfer Höfe vom Klostergut Riechenberg gelöst. Hahndorf gehörte ab 1807 zum Königreich Westphalen, bis im Jahr 1813 nach der Völkerschlacht von Leipzig die französische Herrschaft endete. 1815 kam das ehemalige Hochstift Hildesheim zum Königreich Hannover. Ab 1866 gehörte Hahndorf wie das gesamte Königreich Hannover zum Preußen.
Grauhof, etwa 1 km südlich des Dorfes gelegenen, erhielt ab 1875 Bahnanschluss. Später kreuzten sich hier die Bahnstrecken Vienenburg–Langelsheim und Hildesheim–Goslar; es entstand ein größerer Rangierbahnhof. Mit der Teilung Deutschlands verlor die Strecke Vienenburg–Langelsheim jedoch ihre Bedeutung. Diese Strecke wurde in den 1950er Jahren abgebaut und der Rangierbahnhof Grauhof stillgelegt. Bis in die 1990er Jahre blieb ein Gleisanschluss für die ansässigen Betriebe übrig.
Zum südlichen Gemeindegebiet Hahndorfs gehörte zwischen 1939 und 1945 das SS-Barackenlager Hahndorf, in dem kurz vor Kriegsende auch ein Außenlager des KZ Neuengamme untergebracht war.
An der Straße nach Immenrode entstand 1953/1954 auf dem Gebiet der Wüstung Ebelingerode die Kleinsthofsiedlung, die dazu beitragen sollte, mit bäuerlichen Nebenerwerbsstellen die angespannte Versorgungssituation in den Nachkriegsjahren zu lindern.
Zwischen 1958 und 1960 wurde in der Feldmark „In den Schlagackern“ nach Erdöl und Erdgas gebohrt. Ende 1960 war eine Tiefe von 2450 Metern erreicht, ohne jedoch das vermutete Erdöl zu finden.
In den 1970er Jahren wurden die Mehrzweckhalle Hahndorf (1970), der Sportplatz (1975) und die Tennisplätze am Försterberg (1978) gebaut.

### Eingemeindungen
Am 1. Juli 1972 wurde Hahndorf in die Kreisstadt Goslar eingegliedert.

### Einwohnerentwicklung
| Entwicklung | Jahr | Einwohner | Jahr | Einwohner | Jahr | Einwohner |
| --- | ---- | --------- | ---- | --------- | ---- | --------- |
| Die zur Anzeige dieser Grafik verwendete Erweiterung wurde dauerhaft deaktiviert. Wir arbeiten aktuell daran, diese und weitere betroffene Grafiken auf ein neues Format umzustellen. (Mehr dazu) | 1821 | 312       | 1970 | 1167      | 2017 | 1563      |
| Die zur Anzeige dieser Grafik verwendete Erweiterung wurde dauerhaft deaktiviert. Wir arbeiten aktuell daran, diese und weitere betroffene Grafiken auf ein neues Format umzustellen. (Mehr dazu) | 1848 | 380       | 1972 | 1297      | 2018 | 1570      |
| Die zur Anzeige dieser Grafik verwendete Erweiterung wurde dauerhaft deaktiviert. Wir arbeiten aktuell daran, diese und weitere betroffene Grafiken auf ein neues Format umzustellen. (Mehr dazu) | 1885 | 400       | 1980 | 1664      |      |           |
| Die zur Anzeige dieser Grafik verwendete Erweiterung wurde dauerhaft deaktiviert. Wir arbeiten aktuell daran, diese und weitere betroffene Grafiken auf ein neues Format umzustellen. (Mehr dazu) | 1939 | 655       | 1994 | 1460      |      |           |
| Die zur Anzeige dieser Grafik verwendete Erweiterung wurde dauerhaft deaktiviert. Wir arbeiten aktuell daran, diese und weitere betroffene Grafiken auf ein neues Format umzustellen. (Mehr dazu) | 1943 | 1213      | 2009 | 1558      |      |           |
| Die zur Anzeige dieser Grafik verwendete Erweiterung wurde dauerhaft deaktiviert. Wir arbeiten aktuell daran, diese und weitere betroffene Grafiken auf ein neues Format umzustellen. (Mehr dazu) | 1950 | 1436      | 2011 | 1343      |      |           |
| Die zur Anzeige dieser Grafik verwendete Erweiterung wurde dauerhaft deaktiviert. Wir arbeiten aktuell daran, diese und weitere betroffene Grafiken auf ein neues Format umzustellen. (Mehr dazu) | 1955 | 1577      | 2014 | 1553      |      |           |
| Die zur Anzeige dieser Grafik verwendete Erweiterung wurde dauerhaft deaktiviert. Wir arbeiten aktuell daran, diese und weitere betroffene Grafiken auf ein neues Format umzustellen. (Mehr dazu) | 1961 | 1255      | 2016 | 1525      |      |           |
| Die Zahlen von 1961 (6. Juni) und 1970 (27. Mai) entstammen den Volkszählungsergebnissen. |      |           |      |           |      |           |

## Politik

### Stadtrat und Bürgermeister
Auf kommunaler Ebene wird Hahndorf vom Rat der Stadt Goslar vertreten.

### Wappen
Der Entwurf des Kommunalwappens von Hahndorf stammt von dem Heraldiker und Wappenmaler Gustav Völker, der sämtliche Wappen in der Region Hannover entworfen hat. Der Rat der damaligen Gemeinde Hahndorf beschloss am 20. April 1948 die Einführung eines Siegelabdruckes der Försterbergbuche für ihr Wappen. Dieser Beschluss wurde im Juni desselben Jahres durch den endgültigen Hahn-Entwurf überlagert. Die Genehmigung des Wappens wurde am 31. Mai 1949 durch den Niedersächsischen Minister des Innern erteilt.
| Wappen von Hahndorf | Blasonierung: „In Blau ein goldener Ständer mit einer Dreiblattspitze (Lebensbaum), belegt mit einer goldenen rechtsgewandten Windfahne in Form eines Hahnes.“                                                                |
| Wappen von Hahndorf | Wappenbegründung: Das redende Wappen weist auf den am 1. Juli 1972 eingemeindeten Goslarer Ortsteil Hahndorf hin. Die abgebildete Dreiblattspitze ist zudem ein uraltes Motiv der Volkskunst und stellt einen Lebensbaum dar. |

## Kultur und Sehenswürdigkeiten

### Bauwerke

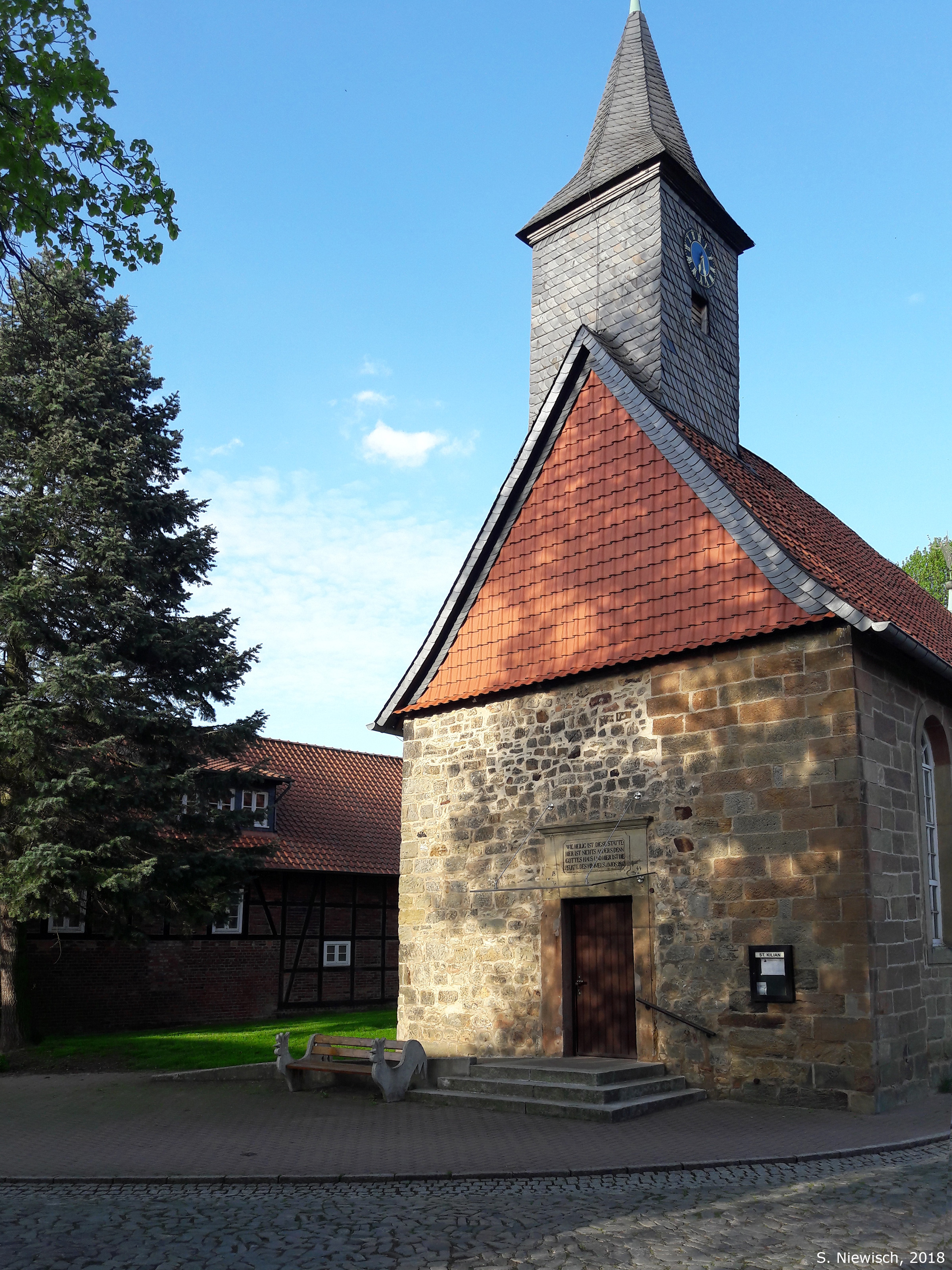
St.-Kilians-Kirche

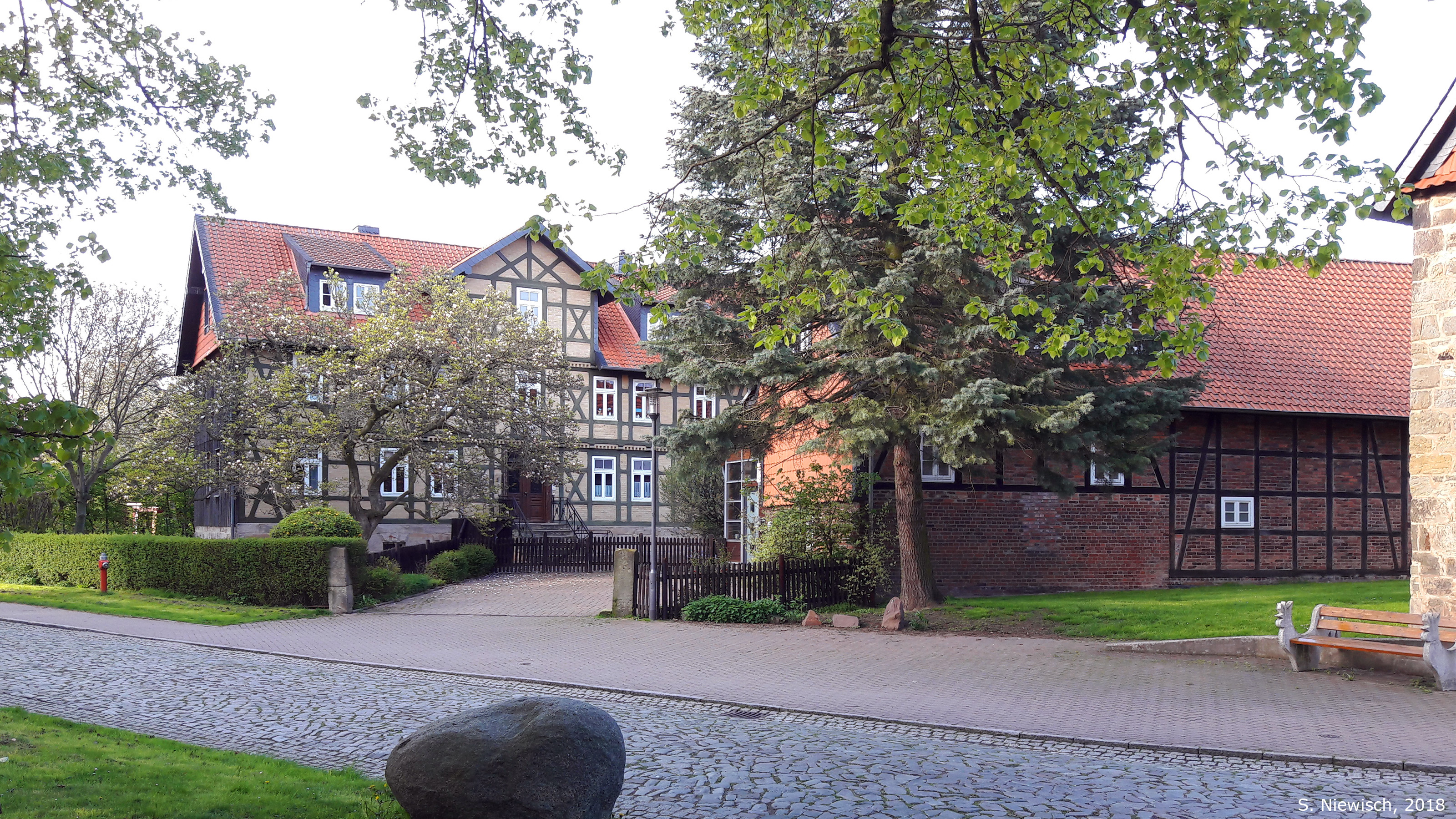
Fachwerkhäuser in der Jerstedter Straße

Die ursprüngliche St.-Kilians-Kirche wurde am 5. November 1133 geweiht. Ihre heutige Gestalt erhielt die Kirche durch größere Umbauten Mitte und Ende des 19. Jahrhunderts. Zu Ostern 1845 wurde die neue Orgel eingeweiht. Ursprünglich war die Kirche mit einem Gelände umgeben, auf dem die Toten bestattet werden konnten. Heute bedeckt nur noch grüner Rasen diesen früheren Friedhof.
Rund um die Kirche finden sich im alten Ortskern noch heute zahlreiche Fachwerkhäuser.
Am Eingang des Friedhofs an der Försterbergstraße erinnert seit 1990 eine steinerne Gedenktafel an Henry Jens Sörensen, der am 20. Oktober 1944 als KZ-Häftling im SS-Barackenlager Hahndorf ums Leben kam, sowie an zwei weitere verstorbene Häftlinge aus dem Goslarer Außenlager des KZ Buchenwald.
Auf dem zu Hahndorf gehörenden Gut Grauhof im Südosten steht die Stiftskirche St. Georg.
Eine Besonderheit sind die „Hahnenbänke“, die an zahlreichen Stellen im Ort zu finden sind. Diese Sitzbänke mit zwei charakteristischen Hahnenköpfen werden seit 2008 von einer Initiative Hahndorfer Bürger aufgestellt.

### Naturdenkmäler
An der Ecke Grubenweg/Weißer Weg steht eine alte, groß gewachsene Rosskastanie, die in die Liste der Naturdenkmäler im Landkreis Goslar aufgenommen ist.
Lange Zeit war die „Friedenseiche“, gepflanzt 1872 zur Erinnerung an den Friedensschluss des Deutsch-Französischen Krieges, ein Naturdenkmal und zugleich Wahrzeichen des Dorfes, bis der kranke Baum im Juli 1998 gefällt werden musste. Noch im gleichen Jahr wurde als Ersatz eine neue Eiche gepflanzt.

### Museen
In Grauhof befindet sich das Brunnen-Museum mit alten Geräten, Maschinen und Dokumenten aus der Geschichte des „Harzer Grauhof“-Brunnens. Der Betrieb ist jedoch seit März 2020 eingestellt, eine Besichtigung ist nicht möglich. Die Zukunft der Ausstellung ist derzeit ungeklärt.

### Vereine
Das Vereinsleben im Ort wird geprägt durch die Freiwillige Feuerwehr Hahndorf, den Radballclub RC Germania Hahndorf, den Hahndorfer Tennisclub sowie den SV Hahndorf (mit den Sparten Fußball, Tischtennis, Gymnastik).
Im Mai 2014 durfte der RCG Hahndorf die deutschen Meisterschaften im Hallenradsport der Jugend in der Sporthalle „Goldene Aue“ (in Goslar) ausrichten.

### Regelmäßige Veranstaltungen
Jährlich gibt es ein Osterfeuer, das Mettessen des RCG Hahndorf (zu Pfingsten), das Jedermannturnier (Kleinfeld-Fußballturnier, im Sommer), einen Garagenflohmarkt (im Sommer) sowie das gemeinsame Weihnachtsbaumschmücken; darüber hinaus werden weitere Veranstaltungen von den Hahndorfer Vereinen ausgerichtet.

## Wirtschaft und Infrastruktur
Hahndorf verfügt über eine Mehrzweckhalle, ein kirchliches Gemeindehaus, einen Sportplatz, einen Tennisplatz sowie einen Reiterhof. Weiterhin gibt es ein Restaurant, einen Backshop, einen Tierarzt sowie einen Allgemeinmediziner. Im Ortsteil Grauhof sind einige mittelständische Unternehmen angesiedelt.

### Bildung
Im Ort befinden sich ein Kindergarten und eine gemeinsame Grundschule mit Jerstedt.

### Verkehr
Die vier großen Hahndorfer Straßen führen nach Jerstedt (Anschluss an die Bundesstraße 6), Groß Döhren, Immenrode (Anschluss an die Bundesstraße 82) und Goslar. Nächstgelegene Autobahn ist die A 36 bei Vienenburg.

#### Eisenbahn
Im Westen von Hahndorf verläuft die Bahnstrecke Hildesheim–Goslar, einen Haltepunkt besitzt Hahndorf jedoch heute nicht mehr. Nächstgelegener Bahnhof ist der Bahnhof Goslar. Über eine Stadtbus-Linie ist Hahndorf an die Innenstadt Goslars und den Bahnhof angebunden.
Der Bahnhof Grauhof Pbf war ein Haltepunkt an der Bahnstrecke Hildesheim–Goslar, etwa 1,5 Kilometer südlich vom Hahndorfer Ortskern. Der Personenbahnhof wurde zum 27. Mai 1978 stillgelegt, Bahnsteige existieren nicht mehr. Am Bahnhof Grauhof Pbf zweigte ein Gleis zur Bahnstrecke Langelsheim–Vienenburg in Richtung Vienenburg ab. An dieser Bahnstrecke befand sich der Bahnhof Grauhof Gbf.

## Persönlichkeiten
Personen, die mit dem Ortsteil in Verbindung stehen
- Walter Krämer (1892–1941), Politiker (KPD); KZ-Häftling, in einem Steinbruch bei Hahndorf von der SS erschossen.
- Sigmar Gabriel (* 1959), Politiker und Bundestagsabgeordneter (SPD); ehemaliger Niedersächsischer Ministerpräsident, Bundesumweltminister, Bundesminister für Wirtschaft und Energie, Bundesminister des Auswärtigen sowie Vizekanzler. Gabriel wohnt in der Kleinsthofsiedlung bei Hahndorf.
- Thomas Brych (* 1959), Landrat des Landkreises Goslar, wohnt in Hahndorf[11]